# Microdontomerus eboreus
Microdontomerus eboreus är en stekelart som beskrevs av Grissell 2005. Microdontomerus eboreus ingår i släktet Microdontomerus och familjen gallglanssteklar. Inga underarter finns listade i Catalogue of Life.